# ضفيرة طبلية
 ينقسم العصب الطبلي في التجويف الطبلي إلى فروع تتحد مع الألياف الودية للضفيرة السباتية مكونة الضفيرة الطبلية، وتقع هذه الضفيرة على سطح طنف التجويف الطبلي.
تتفرع هذه الضفيرة الطبلية إلى:
- العصب الصخري الصغير
- فروع حسية تغذي التجويف الطبلي

وتوفر الفروع الحسية التي تغذي التجويف الطبلي الإمداد العصبي الحسي للغشاء المخاطي للتجويف الطبلي وكذلك السطح الداخلي للغشاء الطبلي، وتوجد أجسام الخلوية لهذه الأعصاب في العقدة العلوية للعصب اللساني البلعومي.

## روابط خارجية
- درسٌ تشريحي حول cranialnerves مُعدٌ بواسطة ويسلي نورمان (جامعة جورجتاون). (IX)
- درسٌ تشريحي حول lesson3 مُعدٌ بواسطة ويسلي نورمان (جامعة جورجتاون).

1. ↑  نموذج تأسيسي في التشريح، QID:Q1406710
2. ↑  نموذج تأسيسي في التشريح، QID:Q1406710